# FC Alashkert (femenino)
La sección femenina del Alashkert FC es un club de fútbol femenino de la provincia de Geghark'unik' y juega en el Campeonato de fútbol femenino de Armenia, máxima categoría del fútbol femenino en el país.